# Alessandro Anselmi (politico)
Alessandro Anselmi (Cremona, 18 marzo 1848 – Cremona, 21 novembre 1932) è stato un patriota e politico italiano, che fu anche Presidente della Banca Popolare di Cremona.

## Biografia
Nacque a Cremona il 18 marzo 1848, figlio di Venceslao (1811-1883), membro del Comitato di Pubblica Sicurezza nel 1848, e di Anna Corbari.  Compì studi di legge a Torino, e nel 1866 cercò di arruolarsi al seguito di Giuseppe Garibaldi, per combattere nella terza guerra d'indipendenza, ma venne riformato per la debole costituzione. Trasferitosi a Pavia venne dichiarato idoneo alla vita militare, e raggiunto Varese entrò in servizio nella 3ª Compagnia, del 4º Reggimento del Corpo Volontari Italiani al comando del luogotenente colonnello Giovanni Cadolini, con cui prese parte al combattimento di Vezza d’Oglio in Val Camonica (4 luglio 1866). Laureatosi in giurisprudenza all’Università di Padova nel corso del 1869, ritornò nella sua città natale per iniziare l’attività di avvocato, impegnandosi nel contempo in politica come consigliere comunale. 
Nel 1883 il primo presidente della Banca Popolare di Cremona, Pietro Vacchelli, fu convocato a Roma per assumere l’incarico di segretario generale presso il Ministero dell’Agricoltura, Industria e Commercio, e richiese che il suo posto fosse assegnato al cugino acquisito Alessandro Anselmi, che già ricopriva l’incarico di vicepresidente dell’Istituto. Mantenne tale incarico dal 1884 al 1909, e fu anche consigliere provinciale per Sospiro. In seguito fu eletto deputato al Parlamento per il collegio di Pescarolo ed Uniti  nel triennio 1893-1895, battendo Leonida Bissolati al ballottaggio con uno scarto di 70 voti, ottenuti con un programma di sinistra molto avanzato, dimostrandosi liberale in politica ed aperto alla questione sociale. Nel 1913 fu membro del Consiglio superiore del lavoro, imprimendo nuovo slancio all’economia della provincia di Cremona. 
Passò gli ultimi anni della sua vita in modo appartato e schivo, non ricoprendo più incarichi pubblici né accettando riconoscimenti, ma sostenendo comunque alcuni enti di beneficenza cittadini, ai quali lasciò in eredità una parte dei suoi beni. Si spense a Cremona il 21 novembre 1932, e la sua salma venne tumulata nel cimitero cittadino, all’interno della cappella Anselmi Corbari.

### Annotazioni
1. ↑  La coppia ebbe quattordici figli, di cui sei morirono in tenera età, mentre otto sopravvissero: Alessandro, Angelo, Carlo, Emilia, Selene, Luisa, Giuseppina, e Virginia.

### Fonti
1. 1 2 3 4 5 6 7 8  Angela Bellardi (cura di), Dizionario biografico del Risorgimento cremonese, Società Storica Cremonese, Cremona, 2013.
2. 1 2 3  Soldi 1963, p. 706.
3. 1 2 3  Gualazzini 1965, pp. 203-210.